# Liste der Nummer-eins-Hits in den Niederlanden (1977)
Diese Liste enthält alle Nummer-eins-Hits in den Niederlanden im Jahr 1977. Es gab in diesem Jahr 19 Nummer-eins-Singles und 13 Nummer-eins-Alben.
| Singles | Alben |
| --- | --- |
| - Chicago – If You Leave Me Now - 4 Wochen (11. Dezember 1976 – 7. Januar 1977) - Queen – Somebody to Love - 3 Wochen (8. Januar – 28. Januar) - Boney M. – Sunny - 1 Woche (29. Januar – 4. Februar) - Smokie – Living Next Door to Alice - 3 Wochen (5. Februar – 25. Februar) - Julie Covington – Don’t Cry for Me Argentina - 4 Wochen (26. Februar – 25. März) - Fleetwood Mac – Go Your Own Way - 3 Wochen (26. März – 15. April) - Smokie – Lay Back in the Arms of Someone - 2 Wochen (16. April – 29. April) - Pussycat – My Broken Souvenirs - 1 Woche (30. April – 6. Mai) - Gibson Brothers – Non Stop Dance - 2 Wochen (7. Mai – 20. Mai) - Guys ’n’ Dolls – You’re My World - 3 Wochen (21. Mai – 10. Juni) - Boney M. – Ma Baker - 6 Wochen (11. Juni – 22. Juli) - Baccara – Yes Sir, I Can Boogie - 3 Wochen (23. Juli – 12. August) - Dillinger – Cocaine in My Brain - 4 Wochen (13. August – 9. September) - Donna Summer – I Feel Love - 1 Woche (10. September – 16. September) - Baccara – Sorry I’m a Lady - 1 Woche (17. September – 23. September) - Danny Mirror – I Remember Elvis Presley - 2 Wochen (24. September – 7. Oktober) - Long Tall Ernie & The Shakers – Do You Remember - 4 Wochen (8. Oktober – 4. November) - Vader Abraham – ’t Smurfenlied - 7 Wochen (5. November – 23. Dezember) - Wings – Mull of Kintyre - 5 Wochen (24. Dezember 1977 – 27. Januar 1978) | - ABBA – Arrival - 7 Wochen (20. November 1976 – 7. Januar 1977) - Eagles – Hotel California - 1 Woche (8. Januar – 14. Januar, insgesamt 7 Wochen) - Queen – A Day At the Races - 5 Wochen (15. Januar – 18. Februar) - Pink Floyd – Animals - 2 Wochen (19. Februar – 4. März) - Evita (Musical) - 4 Wochen (5. März – 1. April) - Fleetwood Mac – Rumours - 11 Wochen (2. April – 17. Juni) - Eagles – Hotel California - 6 Wochen (18. Juni – 29. Juli, insgesamt 7 Wochen) - Neil Diamond – Love At the Greek - 7 Wochen (30. Juli – 16. September) - Golden Earring – Live - 7 Wochen (17. September – 23. September) - Santa Esmeralda starring Leroy Gomez – Don't Let Me Be Misunderstood - 7 Wochen (24. September – 11. November) - Supertramp – Even In the Quietest Moments - 2 Wochen (12. November – 25. November) - Queen – News of the World - 1 Woche (26. November – 2. Dezember, insgesamt 3 Wochen) - Rod Stewart – Foot Loose And Fancy Free - 1 Woche (3. Dezember – 9. Dezember) - Queen – News of the World - 2 Wochen (10. Dezember – 23. Dezember, insgesamt 3 Wochen) - Vader Abraham – In Smurfenland - 4 Wochen (24. Dezember 1977 – 20. Januar 1978) |